# Vestido bengalina de Scarlett O'Hara
El vestido bengalina de Scarlett O'Hara (en inglés: Scarlett O'Hara's bengaline dress), también conocido como «vestido de luna de miel» («honeymoon dress»), es un traje que la actriz Vivien Leigh lució en la película Lo que el viento se llevó (1939).

## Historia

### Contexto
David O. Selznick, productor del filme junto con la Metro-Goldwyn-Mayer (MGM), pagó $50 000 por los derechos de la novela en la que se basa la película y, con el fin de generar una gran publicidad inmediata en torno a ella, comenzó una búsqueda a nivel nacional de la actriz que interpretaría el papel de Scarlett O'Hara, siendo este el primer casting masivo de la historia del cine. Este proceso, con una duración total de dos años y un coste superior a $100 000, llevó a la realización de una gira por todo Estados Unidos para entrevistar a más de 1400 mujeres anónimas y a alrededor de cien actrices consagradas, llegando 400 de ellas a realizar pruebas y siendo las favoritas, entre otras: Jean Arthur, Lucille Ball, Miriam Hopkins, Tallulah Bankhead, Bette Davis, Claudette Colbert, Joan Crawford, Loretta Young, Paulette Goddard, Joan Fontaine, Katharine Hepburn, Olivia de Havilland, Carole Lombard, Norma Shearer, Barbara Stanwyck y Margaret Sullavan. Finalmente, un total de diecinueve fueron seleccionadas para realizar pruebas de cámara: Louise Platt, Tallulah Bankhead, Linda Watkins, Adele Longmire, Haila Stoddard, Susan Hayward, Dorothy Mathews, Brenda Marshall, Anita Louise, Margaret Tallichet, Frances Dee, Nancy Coleman, Marcella Martin, Lana Turner, Diana Barrymore, Jean Arthur, Joan Bennett, Paulette Goddard y Vivien Leigh, siendo estas dos últimas las únicas que realizaron pruebas de cámara en color. La búsqueda de la actriz que interpretaría el papel de Scarlett recibió una cobertura mediática sin precedentes; algunas fuentes sin confirmar afirman que Leigh ya había sido contratada en febrero de 1938, hecho que se habría guardado en el más absoluto secreto con el fin de mantener el nivel de expectación, aunque de lo que sí hay constancia es de que se llevó a cabo una encuesta a 100 personas a las que se cuestionó sobre quién consideraban que debía interpretar a Scarlett, obteniendo Leigh tan solo un voto. Pese a no ser favorita, la actriz británica se alzaría con el triunfo en medio de una gran sorpresa tanto de crítica como de público, aunque diversas fuentes han constatado que Myron Selznick, hermano del productor y representante de Leigh, promovió a la actriz para que consiguiese el papel.: 405–406 

### Creación

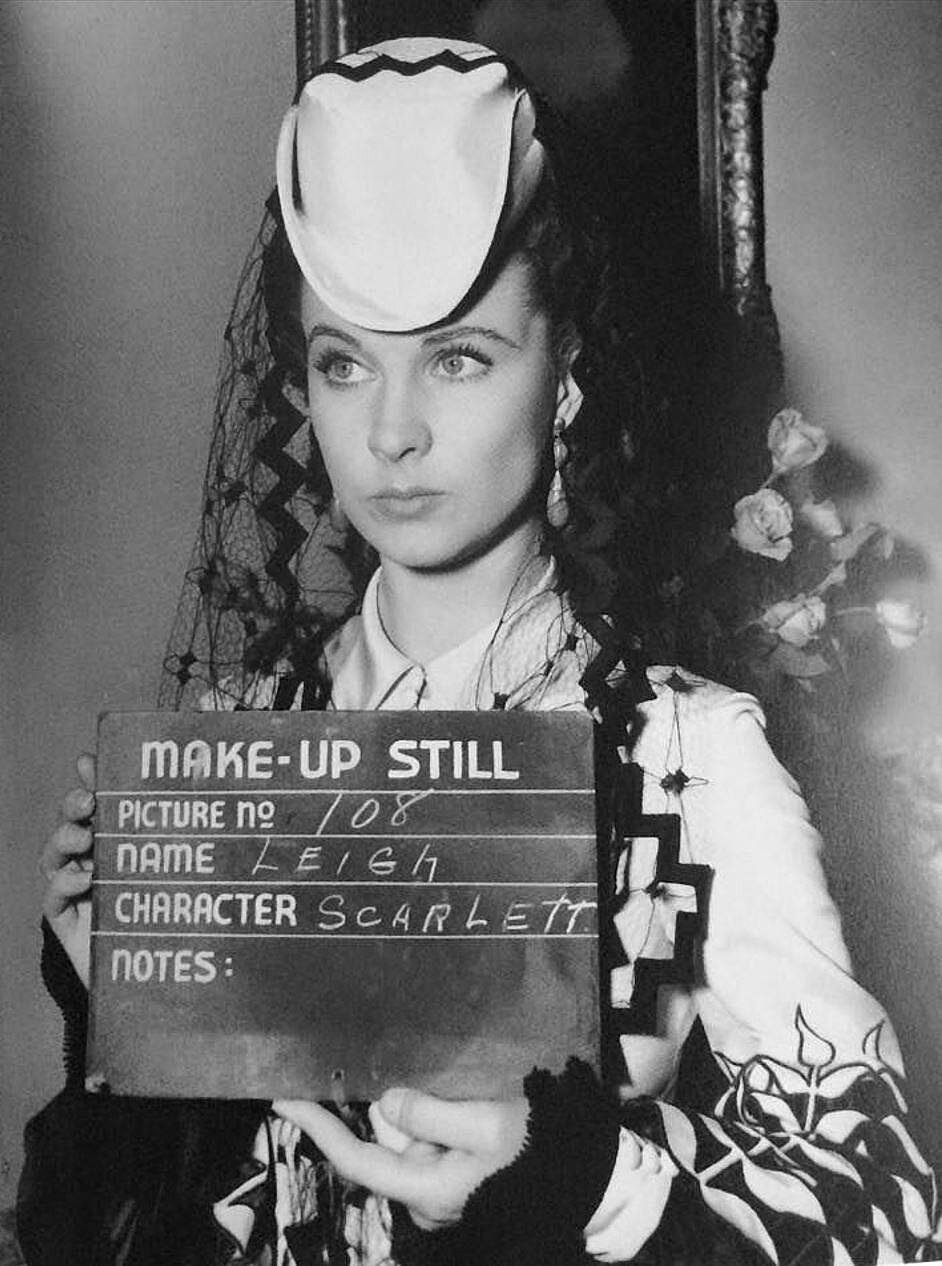
Vivien Leigh en Lo que el viento se llevó (1939).

El vestuario de la película corrió a cargo de Walter Plunkett; incorporado al proyecto en 1936, el diseñador se embarcó a modo de preparación durante cuatro meses en un viaje de investigación no remunerado por el sur de Estados Unidos (Atlanta, Savannah y Charleston), contando únicamente con un contrato sin exclusividad por el que se le pagarían $600 a la semana en los dos meses de preproducción y $750 por cada siete días de rodaje, además de una carta de presentación dirigida a Margaret Mitchell, autora del libro en el que se basa el filme, a quien visitó en su casa de Georgia. Gracias a Mitchell, Plunkett conoció el ingenio de las mujeres de aquella época, las cuales usaban piedras y cáscaras de nueces como botones y ramas de espino como broches para poder confeccionar la ropa durante el bloqueo al que la Unión sometió a los estados sureños durante la guerra de Secesión. En los museos de las Hijas de la Confederación de Savannah y Charleston, Plunkett obtuvo trozos de telas cortadas de los dobladillos de trajes auténticos, los cuales solían estar decorados con diminutos estampados, creando más de 5000 prendas para cincuenta personajes y un centenar de extras. En lo que respecta al vestuario del personaje de Scarlett, para quien elaboró treinta y cinco conjuntos, Plunkett empleó los tejidos y los colores con el fin de enfatizar y subrayar los acontecimientos más destacados de la vida de la protagonista, empleando organdí, tul, algodón y tonalidades luminosas para vestirla en sus años de juventud, y tejidos como seda y terciopelo oscuro a medida que madura y se enfrenta a situaciones dramáticas.
A su vez, Plunkett tomó la decisión de incluir varios códigos de color para el personaje de Scarlett en función de las situaciones plasmadas. De esta forma, para las escenas de seducción el diseñador optó por el color verde, siendo ejemplo de ello el vestido escotado que Scarlett lleva a la barbacoa en Twelve Oaks, así como el traje elaborado con cortinas de terciopelo que la protagonista luce cuando acude a la cárcel a visitar a Rhett Butler. Para las escenas pasionales, violentas y de tensión, Plunkett escogió el rojo, siendo este el color del llamativo vestido que Rhett obliga a Scarlett a llevar a la fiesta de cumpleaños de Ashley Wilkes, el color de la bata de terciopelo que luce en la posterior discusión con su marido, y también el tono del traje que lleva puesto cuando su hermana Suellen descubre que Scarlett se ha casado con su prometido Frank Kennedy. Por último, para las escenas de peligro se decantó por el color azul, destacando el vestido que Scarlett lleva puesto cuando es asaltada en un puente camino del aserradero así como los trajes que lucen ella y su hija Bonnie cuando esta última cae del caballo. Los únicos vestidos que constituyen excepciones a estos códigos son el traje de novia, los atuendos de luto, el vestido rosa de la huida de Atlanta, el vestido blanco y rojo que lleva puesto cuando se despide de Ashley antes de que este regrese al frente, la bata verde que viste durante una discusión con Rhett, la bata naranja que luce cuando cae por las escaleras, y el traje blanco con volantes mostrado al inicio de la película.: 15 
El excesivo volumen de trabajo hizo imposible que Plunkett se ocupase por sí solo del guardarropa, contando por ende con la asistencia de varias ayudantes: «Tenía dos mujeres que me ayudaban, cortadoras y ajustadoras, cada una con su propio equipo de costureras, además de un equipo de modistas. Casi todo se hacía desde cero».: 39  Del mismo modo, el diseñador pintó más de 375 bocetos de vestuario con la ayuda de varios artistas:

Había tantos bocetos que hacer que teníamos alrededor de nueve o diez artistas trabajando, porque teníamos prisa. En la MGM, estuve diseñando muchas películas a la vez, no podía conseguir la tela, observar la elaboración de las prendas, supervisar las pruebas, y aún así hacer los bocetos, de modo que tuve la asistencia de otros. Solo el productor David O. Selznick tenía la aprobación del vestuario, y me pidió específicamente que no le mostrase ninguno de los bocetos a Vivien Leigh, ¡pero lo hice de todas formas! En otras películas, mostraba los bocetos a productores y directores, y ni siquiera los miraban. «Para eso es para lo que te contratamos», decían. No me di cuenta de que Selznick había hecho una solicitud para que otros diseñadores de vestuario enviaran bocetos para Lo que el viento se llevó, suponiendo que otro diseñador podría hacer un mejor trabajo que yo. Después de que cada diseñador de Hollywood hubiese enviado su trabajo, le confronté y le pregunté qué estaba pasando exactamente. Me dijo que nunca tuvo la intención de reemplazarme; solo quería que trabajase más duro y me aseguró que mi trabajo era espléndido. Le dije: «Muchas gracias».: 318 

Inicialmente, antes de la introducción de los códigos de color, tanto Plunkett como Selznick consideraron que el público querría ver los trajes tal y como Mitchell los describía en su libro.: 194  De acuerdo con Plunkett: «A Selznick no le interesaba la precisión. Investigué en el sur porque pensé que era necesario. Selznick estaba mucho más preocupado por ser fiel a Margaret Mitchell. Si él se oponía a un diseño, solo tenía que señalarle una de sus descripciones en la novela y quedaba satisfecho. La película no tuvo nada que ver con la historia».: 164–166  Sin embargo, el vestido bengalina, al igual que otros atuendos, no figura descrito, lo que desde el principio dio a Plunkett una amplia libertad a la hora de realizar el diseño, aunque se ciñó en todo momento a la moda de la época; el atuendo fue facturado por la Western Costume Company, autora de varios de los trajes del filme, los cuales elaboró siguiendo fielmente los diseños de Plunkett, quien no obstante se vio limitado por el Technicolor tal y como declaró Selznick: «Sé por hablar con Walter Plunkett que nadie se siente tan mal como él por las limitaciones que le han impuesto. Pero si vamos a escuchar completamente a los expertos en Technicolor, también podríamos eliminar por completo a los artistas que están en nuestros propios departamentos de decorado y vestuario y dejar que la compañía Technicolor diseñe la película para nosotros».: 166  A esto se sumó la problemática del coste, pues el presupuesto original del guardarropa era de $80 000, cifra que terminaría aumentando a $157 000 para el final del rodaje, costando las labores de lavandería más de $10 000 debido a que las prendas necesitaban ser limpiadas a diario;: 10  Selznick se encargó de dar gran publicidad al vestuario del filme asegurando que era el más caro jamás creado para una película, lo que perjudicaría seriamente a Plunkett:: 194–195 

Pensó que le convendría decir que la ropa de Lo que el viento se llevó fue la más cara hecha para una película, y Plunkett era el diseñador más caro y extravagante. Cuando terminamos la película, salí a buscar trabajo, y nadie quería tocarme. Después de bastante tiempo, Joan Blondell tenía próximamente una película y tenía el control de a quién se contrataba, así que preguntó por mí. No le importaba cuán caro fuese (lo cual no era cierto de todos modos), Selznick me había recortado el sueldo.: 194–195 

### Deterioro

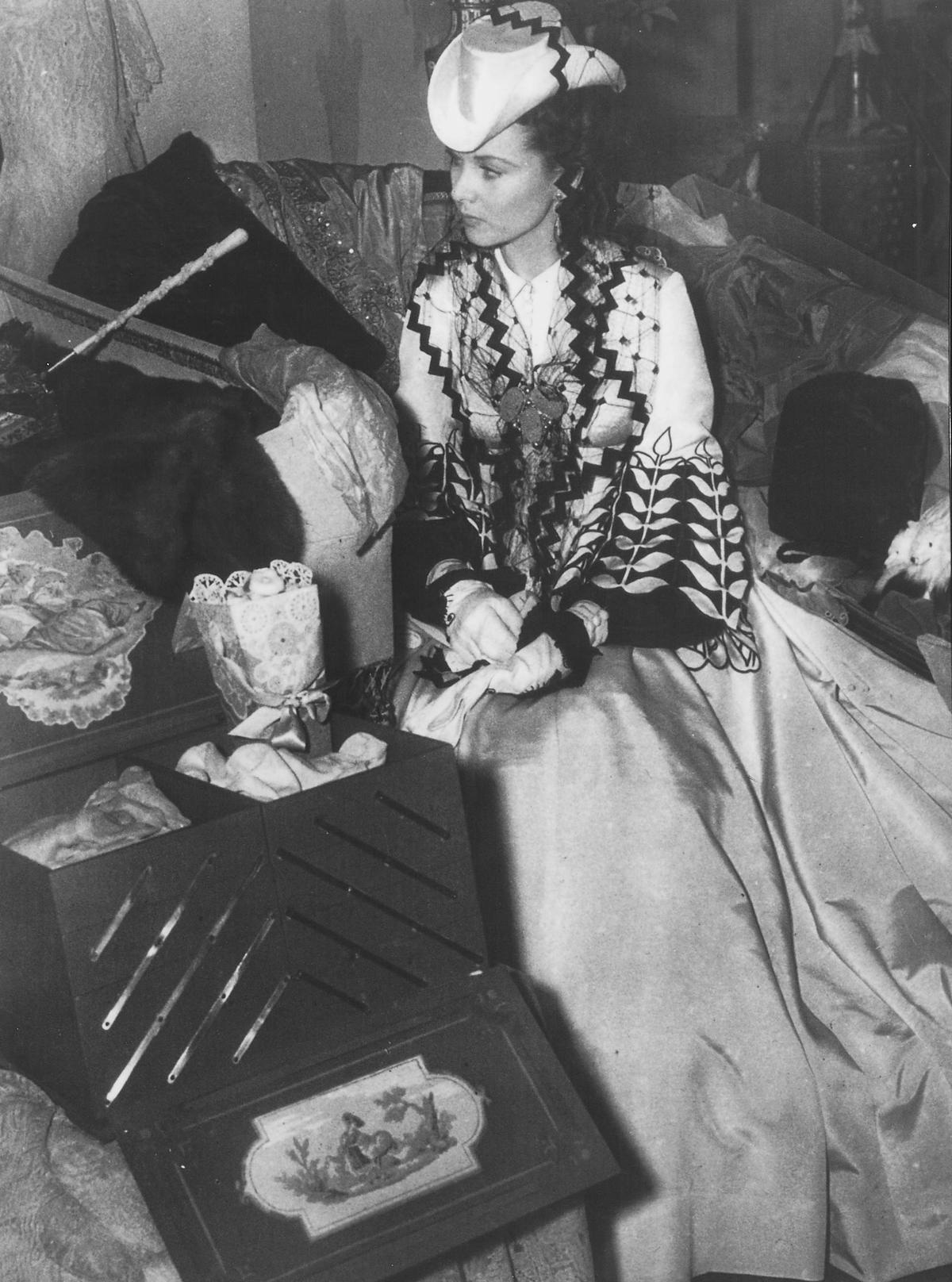
Vivien Leigh en Lo que el viento se llevó (1939).

El vestuario del filme sufrió un notable deterioro como consecuencia de las numerosas exposiciones de las que fue objeto. Con el fin de promover la película, la MGM decidió que los trajes participasen en una gira por diferentes teatros a nivel nacional e internacional. Los vestidos fueron enviados en primer lugar de Culver City, sede de la MGM, a Atlanta, donde el vestuario fue guardado bajo llave en habitaciones de hotel, viajando posteriormente a Nueva York; Selznick International Productions, Inc. (SIP) fungió como responsable durante el primer traslado, corriendo esta responsabilidad por cuenta de la propia MGM en los viajes posteriores. Selznick, quien deseaba que alguien designado tanto por SIP como por MGM se encargase del cuidado de los atuendos, mostró su preocupación por la falta de organización de estas exhibiciones en un comunicado el 15 de noviembre de 1939 a Howard Dietz, director de publicidad de los estudios: «El mantenimiento, la gestión y el cuidado del material deben organizarse de tal manera que no se dañe en su primer uso, que pueda usarse decenas y decenas de veces y que nos sea devuelto en buen estado». Klune transmitió el 21 de noviembre la preocupación de Selznick a Katherine Brown, representante de los estudios en la Costa Este, recordando desastrosas experiencias pasadas en las que varias prendas prestadas fueron devueltas como «una bolsa de trapos» tras una sola exhibición. Ese mismo día Brown recibió un comunicado de Selznick en el cual el productor le pedía que los trajes fuesen usados «con moderación y por separado, dividiéndolos para que cada ciudad tenga unos pocos para fines de explotación», radicando parte de esta solicitud en motivos económicos. De acuerdo con las leyes entonces vigentes en California, cada prenda debía ser limpiada en seco antes de su regreso a los estudios tal y como figura en un acuerdo con la Atlanta Junior League con motivo del préstamo del guardarropa para las festividades por el estreno de la película, constando en dicho acuerdo que se debían pagar «$5,00 por cada vestido por la limpieza que exige la Ley del Estado de California» (el 12 de febrero de 1940, en un telegrama a Selznick, Brown dejó patente que «la limpieza constante es la cosa más dañina para los trajes»). El poco cuidado con el que la ropa fue tratada, los traslados y las sucesivas limpiezas terminarían por causar estragos en las telas, circunstancia agravada por el hecho de que los atuendos fueron empacados en baúles y cajones probablemente de madera, material que desprende gases los cuales causan manchas y decoloración, aparte de que las prendas pudieron haber sufrido alguna que otra deformación como resultado de haber sido colgadas o dobladas. De acuerdo con la correspondencia conservada, los vestidos se enviaron en primer lugar a Atlanta, donde fueron expuestos junto con varias joyas de la época de la guerra en una sala adyacente a un salón de baile custodiada por guardias armados, tras lo cual serían enviados a Nueva York y de allí conducidos a Los Ángeles para los respectivos estrenos, participando posteriormente en una gira por todo el país y decidiéndose en febrero de 1940 que todas las prendas fuesen enviadas de regreso a Culver City puesto que los ingresos generados en su exhibición no compensaban los costes según un comunicado de Brown fechado el 12 de ese mes. Finalmente, tras una gira nacional e internacional de año y medio, en agosto de 1941 el vestuario fue devuelto a SIP, pasando varios atuendos (entre los cuales no se encontraba el vestido bengalina) a formar parte de la colección privada de Selznick.: 13–16, 70 : 53 

### Paradero

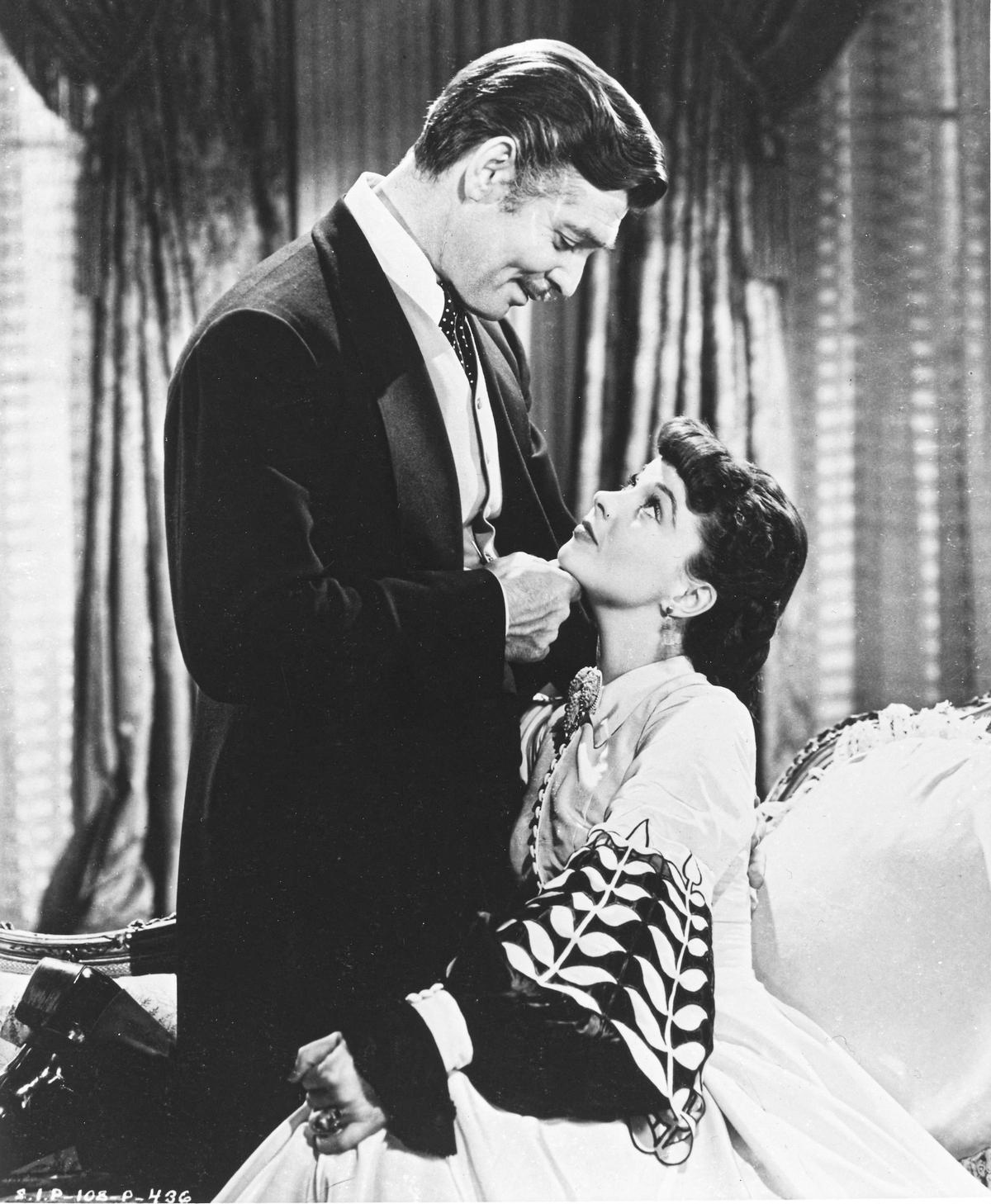
Clark Gable y Vivien Leigh en Lo que el viento se llevó (1939).

A diferencia de otras prendas de la época, como el vestido de Glinda, el vestido Letty Lynton y el vestido Cheek to Cheek, el vestido bengalina ha logrado conservarse. Tras el fin de la gira, Selznick tomó la decisión de devolver el atuendo, del que nunca se llegaron a hacer copias, a la Western Costume Company al igual que hizo con otras prendas alquiladas a la empresa debido a los daños sufridos durante el rodaje. Pocos años después, en la década de 1950, la coleccionista Helen Larson lo adquirió, prestándolo ocasionalmente para ser exhibido en exposiciones: una de ellas, organizada por Diana Vreeland, fue Romantic and Glamorous Hollywood Design, celebrada en el Museo Metropolitano de Arte de Nueva York del 21 de noviembre de 1974 al 9 de enero de 1975, mientras que otra, celebrada también en la década de 1970, fue llevada a cabo en la Academia de Artes y Ciencias Cinematográficas. Tras la muerte de Larson, el traje fue vendido como el lote 1336 en la subasta Entertainment Memorabilia, organizada por Butterfield & Butterfield (actual Bonhams) el 8 de septiembre de 1996; la prenda fue adquirida por el doctor Christopher Sullivan, quien invirtió en la compra del atuendo el dinero que tenía ahorrado para la adquisición de un coche nuevo, realizando una puja en ausencia. Pese a que la prenda se hallaba en óptimas condiciones, Sullivan, quien coleccionó varios objetos del filme, pidió a Cara Varnell, curadora que participó en la restauración de tres de los cinco vestidos de la película conservados en el Harry Ransom Center, que estudiase la pieza. Las medidas de Leigh, quien tenía un torso pequeño, cintura estrecha y piernas largas, provocaron gran tensión en el tejido; las costuras alrededor de la cintura y en el área de los omóplatos soportaban prácticamente todo el peso de la falda, motivo por el que los hilos de estas zonas se estaban rompiendo. Con el fin de evitar la completa mutilación de la prenda, Varnell realizó puntadas de refuerzo para que los nuevos hilos se rompiesen antes que los hilos originales, procediendo a mayores al empleo de un aspirador especial para eliminar cuidadosamente el polvo depositado en la tela puesto que estas partículas poseen bordes afilados que pueden acelerar la descomposición de los hilos. Respecto al sombrero equipado con velo de rejilla y broche que acompañaba al atuendo, este fue elaborado por John Frederics y se extravió al parecer durante la exposición de Vreeland, permaneciendo en paradero desconocido hasta su aparición en una subasta en Los Ángeles en abril de 2000, momento en que fue vendido por $12 000. Con el fin de subsanar esta pérdida temporal, Plunkett recreó el sombrero, el velo y el broche para la exhibición de la prenda en la Academia de Artes y Ciencias Cinematográficas, celebrada pocos años después de la exposición en el Museo Metropolitano de Arte. Sullivan, consciente de que el vestido se convertiría en una pieza admirada en cualquier exhibición, expuso el traje por vez primera en el Museo de la Universidad Estatal de Kent, aunque sería en el Gone With the Wind Museum de Brumby Hall (Marietta) donde el atuendo encontraría su sede por un total de veintiún años, hasta su venta por Bonhams en la subasta Classic Hollywood: Film and Television, celebrada en Los Ángeles el 7 de diciembre de 2022; la prenda, con un valor estimado en entre $100 000 y $150 000, fue vendida como el lote 262 por $126 375 (incluyendo la comisión de la casa de subastas), permaneciendo desde entonces en paradero desconocido.
Durante el tiempo que permaneció en la Western Costume Company, el traje pudo haber sufrido el mismo destino que otras prendas icónicas del cine, pues se podría haber reutilizado para otros filmes y haberse desgastado con el uso, lo que podría haber llevado a que el atuendo fuese tirado a la basura sin saberse siquiera en qué películas había aparecido (varios trajes del filme serían reciclados para otras películas, tras lo cual serían tirados a la basura o vendidos en la subasta de la MGM en 1970), aunque un deficiente almacenaje podría haber deteriorado igualmente la prenda ya que las perchas de madera, conocidas por su alto contenido en ácido, solían provocar que los vestidos se desgarrasen en la zona de los hombros. Otra posibilidad que se pudo haber dado es que fuese robado; durante muchos años los estudios no tuvieron ningún tipo de cuidado con los trajes, accesorios, guiones y demás elementos vinculados a las películas que producían, sin ser conscientes del alto valor que acabarían teniendo en el futuro (a menudo los empleados se llevaban estos objetos como recuerdo sin permiso, sabedores de que a los directivos no les importaba esta sustracción de material). Así mismo, el atuendo pudo haber corrido el riesgo de ser modificado para su uso en otros filmes; esta circunstancia se dio, por ejemplo, con al menos tres vestidos de Gilbert Adrian: el traje de chifón de Greta Garbo en Camille (1936), completamente modificado para Joan Fontaine en Rebecca (1940); el vestido de Glinda, originalmente lucido por Jeanette MacDonald en San Francisco (1936) y severamente modificado para Billie Burke en El mago de Oz (1939); y otro traje de MacDonald de la misma película, levemente alterado para Gracie Allen en Honolulu (1939).

## Descripción

### Diseño
El traje, confeccionado en bengalina de seda color beige y crema, constituye un vestido de tarde enmarcado en la moda de los años 1870, si bien la acción se desarrolla a finales de la década de 1860. De corte princesa, cuenta con mangas falsas (engageantes) decoradas con bordados a máquina siguiendo un patrón de hojas caladas sobre mangas de seda china plisada en acordeón de color negro con volantes en los puños. El corpiño presenta cuello alto y cierre de botones, mientras que la falda, compuesta de varios paneles, exhibe en el panel frontal una tonalidad ligeramente más clara, lo que dota a la prenda de un efecto tridimensional a la par que crea la ilusión de delgadez, contando con una etiqueta de Selznick International Pictures con la inscripción «SCARLETT, 20.108 WW 537». Pese a que el atuendo se ve blanco en pantalla, la tela posee tonos crema y beige debido a que el color blanco no lucía adecuadamente en cámara. Antes de que las películas se filmasen en su mayoría en color, los diseñadores debían tener en cuenta que las tonalidades de las prendas se veían de forma distinta en pantalla; uno de los casos más llamativos fue el vestido supuestamente rojo que Bette Davis lució en Jezabel (1938), el cual era en realidad de color marrón debido a que el color rojo no lucía adecuadamente en blanco y negro. Este inconveniente se daba también con el blanco tanto en blanco y negro como en color, motivo por el que las telas solían teñirse de azul o rosa claro, circunstancia que se trasladaba incluso a la ropa de cama, siendo un caso destacado el traje azul claro (blanco en pantalla) de Norma Shearer en María Antonieta (1938), película filmada en blanco y negro aunque concebida para ser rodada en color.

### Análisis
El traje, pese a ser uno de los que menos tiempo aparecen en pantalla, está dotado de cierta carga simbólica puesto que esta prenda representa el regreso a la riqueza de Scarlett, quien había quedado sumida en la pobreza tras la guerra. Por una parte, el color claro constituye una reminiscencia del traje de novia que luciera en su boda con Charles Hamilton, pues Scarlett acaba de casarse por tercera vez, mientras que por otro las pequeñas notas de color negro sugieren el breve luto que la joven guardó por su segundo esposo, Frank Kennedy, pues se comprometió con Rhett el mismo día del funeral, ansiosa por dejar atrás la vida burguesa que llevaba desde que adquirió el aserradero y que no bastaba para cumplir con el alto nivel de vida al que estaba acostumbrada desde la niñez. El elaborado diseño del traje, un tanto recargado aunque sin caer en excesos, refleja perfectamente el regreso de Scarlett a la superficialidad, pues acaba de adquirir numerosos productos en las tiendas más selectas de Nueva Orleans, donde transcurre su ostentosa luna de miel, permitiendo ver al mismo tiempo su carácter caprichoso y déspota al negarse a hacerle un regalo a su nodriza Mammy, a quien sin embargo Rhett se empeña en comprarle unas finas enaguas de seda roja pese a que Mammy se refirió a ambos de forma despectiva al calificarlos de «mulas con arneses de caballo», en clara alusión a que tanto Rhett como Scarlett no eran más que nuevos ricos.

## Legado
En los Premios Óscar de 1940, durante el discurso que Selznick dio al recoger su galardón como mejor productor, declaró lo siguiente: «Es una lástima que no haya también un premio de la academia para los diseñadores de vestuario, porque Walter Plunkett lo habría recibido».: 318  De acuerdo con Plunkett: «No creo que fuese mi mejor trabajo o siquiera lo más grande que he hecho. Pero esa película, desde luego, continuará por siempre». A mayores, Wilbur Kurtz, fotógrafo de la película, afirmó que el traje haría que «un modisto parisino se retirase a una cueva para ayunar y rezar», siendo el vestido bengalina por más de dos décadas el único atuendo del filme en hallarse en exhibición permanente, participando en 2005 en la exposición de Turner Classic Movies Lights, Camera, Classic y recorriendo un total de seis ciudades estadounidenses. La popularidad del atuendo, considerado junto con el resto del vestuario del filme como una de las prendas más famosas de Hollywood además de ser en su momento la joya del Gone With the Wind Museum, ha llevado a su reproducción en una gran variedad de productos relacionados con la película, entre otros: un plato de The Bradford Exchange en 1993; una muñeca de Mattel en 1994; una réplica en miniatura para una muñeca de Franklin Mint en 1999; una figura de The Bradford Editions en 2004; y un adorno navideño de Hallmark en 2005.